# 비공식 패치
비공식 패치(Unofficial patch)는 원래 개발자의 개입 없이 사용자 커뮤니티와 같은 제3자가 만든 소프트웨어용 패치 (컴퓨팅)이다. 일반 패치와 유사하게 버그나 단점을 완화해준다. 비공식 패치는 일반적으로 모드 (비디오 게임)나 크랙과 같은 다른 타사 소프트웨어 적응과 달리 소프트웨어의 의도된 용도를 변경하지 않는다.

## 동기
비공식 패치를 만드는 일반적인 동기는 원래 소프트웨어 개발자나 제공업체의 기술 지원이 누락되었기 때문이다. 이유는 다음과 같다:
- 소프트웨어 제품이 정의된 수명 종료에 도달했거나 후속 제품으로 대체되었다(계획된 노후화).
- 소프트웨어는 원래 상당히 다른 환경에서 작동하도록 설계되었으며 개선/최적화(포팅)가 필요할 수 있다.
- 개발자가 폐업하여 더 이상 사용할 수 없다.
- 지원은 경제적으로 실행 가능하지 않다(예: 소규모 시장을 위한 현지화).
- 공식적인 문제가 너무 오래 걸리는 경우 시간이 중요한 문제(예: 보안 허점)에 대한 빠른 해결책
- 공식 개발자가 문제에 대처할 수 없다

## 같이 보기
- 사설 서버